# Jöran Persson
Jöran Persson (Tegel) (i senare texter ibland även omnämnd som Göran), född omkring 1530 i Sala, död 21 september 1568 i Stockholm, var en svensk ämbetsman som tjänstgjorde som sekreterare och prokurator åt kung Erik XIV.  Han var far till Erik Jöransson Tegel. I samband med Erik XIV:s avsättning 1568 greps Jöran Persson av hertigarnas trupper, torterades och avrättades.

## Uppväxt och inträdande i Eriks tjänst
Jöran Persson var son till en präst i Sala och föddes omkring 1530. I början av 1550-talet studerade han vid Wittenbergs universitet, där han skaffade sig omfattande kunskaper bland annat i juridik. När han återvände till Sverige hade han rekommendationsbrev från Philipp Melanchthon till kung Gustav Vasa. Genast efter sin återkomst till Sverige erhöll han också årligt underhåll och anställdes i kungens tjänst. 1555 blev han sekreterare hos krigsbefälhavarna och slottsloven i Viborg. År 1558 nämnes han för första gången "K.M:ts sekreterare", men förtörnade kungen och övergick samma år istället på hertig Eriks hovstat. Detta skedde dock först mot slutet av året, för på våren utförde han ett viktigt uppdrag, som han erhållit av kungen, nämligen att leda kungsräfsten i Västergötland och därvid upprätta register på gårdar som, kronan till förfång, blivit kyrkor och kloster fråntagna. Att en så viktig angelägenhet anförtroddes honom visar att han redan tidigt gjort sig bemärkt genom framstående duglighet i statens värv. Man förstår ganska lätt hur hertig Erik fann sig dragen till den unge sekreteraren: Jöran Persson var utrustad med ett kvickt huvud och var väl bevandrad i astrologi.
Erik kunde knappast önska sig en mera passande rådgivare, och förstod att genom frikostiga gåvor och löneförmåner visa honom sin odelade tillfredsställelse med allt vad han gjorde. Jöran Persson adlades (möjligen år 1563), förde i vapnet tre tegelstenar och skrev sig till Julita, sedan han 1564 erhållit detta gods i förläning. Han bar även titel av häradshövding i Trögds härad, men tjänsten sköttes av andra personer. År 1561 ingick han äktenskap med Anna Andersdotter. Av de barn han fick med henne vann endast ett, Erik Jöransson Tegel, någon ryktbarhet, detta som Karl IX:s sekreterare och historieskrivare.

## Höga nämnden
Sin betydelsefullaste roll spelade Jöran Persson inom Höga nämnden, där han var prokurator och åklagare, och därför hade huvudansvaret för att bereda ärenden. hans roll har därvidlag överdrivits: han var sekreterare och föredragande, men hade inte möjlighet att gå emot kungen eller lagen. Rollen gav honom dock fiender; att han fått tillmälen som "adelshatare" kan förklaras med att nämnden dömde efter sak, inte person.
När hertig Johan 1563 alltmer framträdde som illojal mot kung Erik genom att bedriva egen utrikespolitik på tvärs mot dennes fick Jöran Persson en viktig roll. Han uppträdde vid riksdagen i Arboga som åklagare, och Johan fälldes för landsförräderi. Hans slott i Åbo föll snart för en belägring, och Johan och hans familj fördes över havet för att hållas fångna på Gripsholms slott. Då hertigen själv anlände till Vaxholms fästning var Jöran Persson där för att möta honom som kungens företrädare och höll ett ljungande tal till den fångne fursten. Erik anförtrodde även vården om hertigen och hertiginnan till Jöran Persson.
Under den långa tid kungen låg i fält erhöll prokuratorn ofta i uppdrag att anställa rannsakningar med personer, vilka i ett eller annat avseende haft ansvar för militära angelägenheter, som till exempel krigsbefälhavare eller förrådsförvaltare. Särskilt inom förvaltningen rådde inte bara slarv utan oredlighet och det blev tillfälle att anställa mången allvarlig räfst, och nämnden var i full verksamhet.

## Adlad
Jöran Persson adlades av kung Erik XIV, möjligen redan under 1563, men senast 1567.
Han förde i vapnet tre tegelstenar och han skrev sig från och med 1564 till Julita, sedan han erhållit godset Julita i förläning.

## Sturemorden och hertigarnas uppror
Efter Sturemorden drabbades kung Erik XIV av ruelse; han var ovillig att ta itu med riksstyrelsen och många ärenden hamnade i händerna på riksrådet. Som en del i försöken att reparera relationerna med den upprörda högadeln gav han också klartecken till att personer som på olika sätt anklagades för inblandning skulle rannsakas, däribland Jöran Persson. Erik verkar ha trott att han skulle befinnas oskyldig, men utfallet blev det motsatta, och Jöran dömdes till döden, bland annat för att med hjälp av tortyr ha försökt utvinna bekännelser ur personer som av Höga nämnden till slut frikände.
Jöran Persson sattes i fängelse, men kallades till kungen, som låg i fältläger i Småland (februari 1568), och förklarades oskyldig. En ny dom väntade dock snart dem båda, då landets ledande herrar snart reste upprorsfanan, och Erik snart hamnade isolerad i ett belägrat Stockholm. Knektarna ropade nu över stadsmurarna att Jöran Persson skulle utlämnas, vilket även till slut skedde.

## Tortyr och avrättning
Jöran Persson blev den 18 och 21 september 1568 underkastad tortyr under ett par timmars tid, för att framtvinga vad han kände av Eriks planer, vilka han dock inte avslöjade. Därpå togs han via Prästgatan till Helvetesgränd fram till 1885. Här låg sedan 1300-talet en galgbacke vid Brunkebergstorg och här bodde  under medeltiden stadens bödel. Marknivån kring nuvarande Brunkebergstorg låg 19 meter högre än dagens nivå, och därför kunde Erik XIV från slottet Tre kronor beskåda mer tortyr av Jöran Persson, och slutligen hans avrättning.
Efter halshuggningen hängdes hans styckade kropp upp på Brunkeberg. Jöran Perssons hustru begav sig till Åland. Hon hade ådragit sig allmän avsky även för sin egen räkning. Jöran Perssons gårdar indrogs till kronan, även om några av dem senare återskänktes till hans barn. Hertig Karl tog familjen under sitt beskydd, och Jörans son Erik kom sedermera att tjäna honom.

## Eftermäle

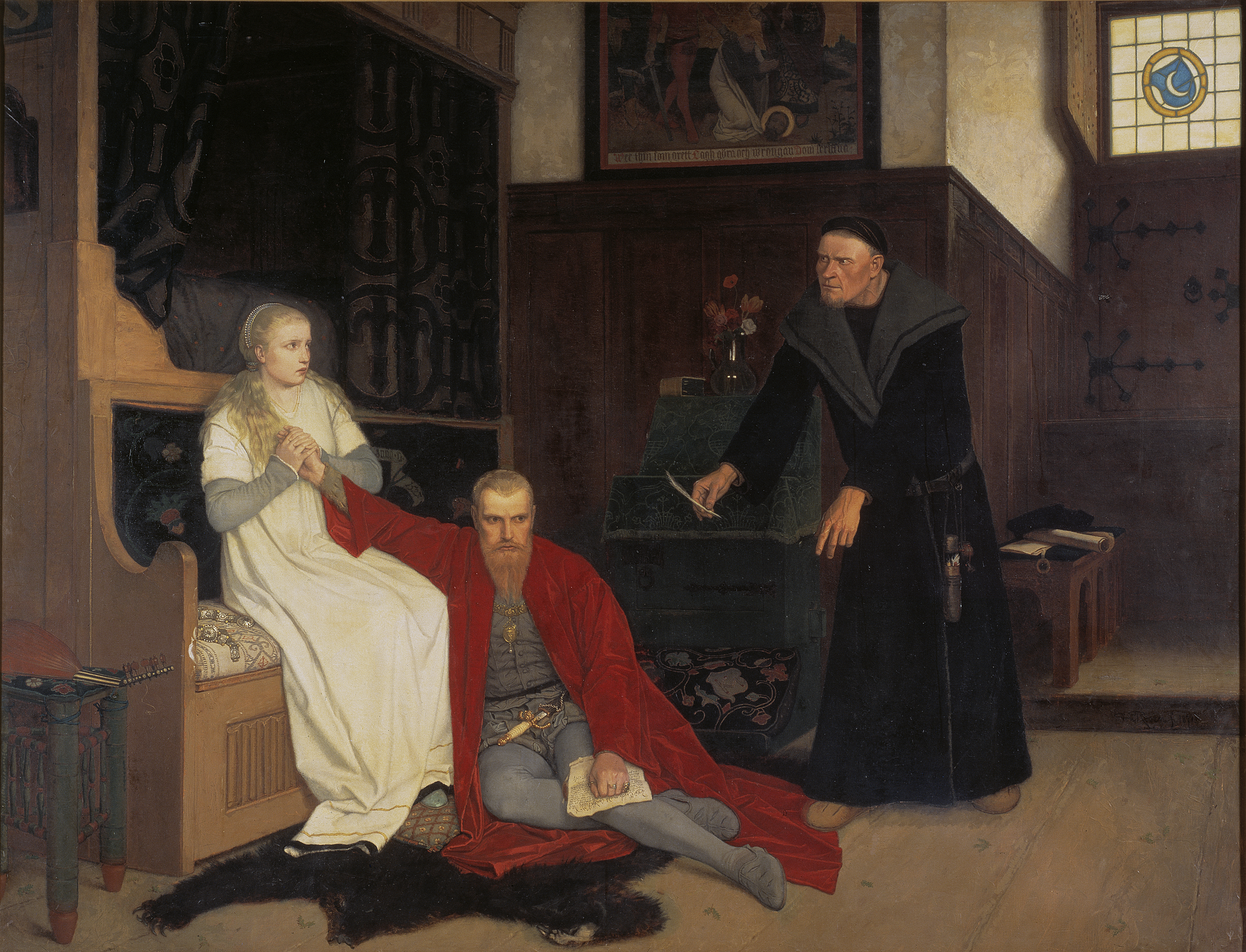
Georg von Rosens bild Jöran Persson som Erik XIV:s onda genius med Karin Månsdotter som densammes goda ängel speglade och förstärkte den syn på Jöran som länge varit gällande.

I den propaganda som utvecklades för att rättfärdiga upproret mot Erik XIV, liksom den tidigare kritiken mot Höga nämnden, fick Jöran Persson en stor del av skulden. Han var behändig att skylla på: hans position var nästan helt beroende på kungen, han hade otvivelaktig varit en del av Eriks maktapparat, och genom att göra honom till syndabock behövde inte alltför stor skuld häfta vid kungen själv, och därigenom potentiellt även spilla över på Johan III. Detta omdöme kom till stor del att bestå, och är bland annat grunden till Georg von Rosens målning, liksom August Strindbergs historiska drama Erik XIV.
Göran Perssons väg i Huvudsta är uppkallad efter Jöran Persson.
Asteroiden 9275 Persson är uppkallad efter honom.